# Governo Villeroy
Il Governo Villeroy è stato il secondo esecutivo del Regno di Francia, in carica dal 1611 al 1614. Il Governo si formò a seguito delle dimissioni del Governo Sully, quando l'incarico ministeriale fu affidato al marchese di Villeroy, ministro degli esteri. Villeroy durante il mandato dovette sopportare le ingerenze del favorito della reggente Maria de' Medici, il toscano Concino Concini. Dopo qualche anno Villeroy convinse la regina a convocare gli Stati Generali del 1614, ufficialmente per stroncare la venalità delle cariche, ma in realtà il vero obiettivo del ministro era legittimare il proprio potere ed estromettere Concini.
Durante le prime sedute degli Stati Generali fu resa fuorilegge la venalità delle cariche e fu ribadito il diritto divino dei re. Appena alcuni deputati, alleati di Villeroy, proposero velatamente l'allontanamento di Concini, la regina, temendo per il suo favorito, con un colpo di maestà sciolse gli Stati Generali e licenziò Villeroy, affidando il governo allo stesso Concini. 
Due mesi dopo il re Luigi XIII, divenuto maggiorenne, ma ancora sotto l'influenza materna, confermò a Concini il potere.

## Composizione
| Presidenza                                                         | Presidenza | Presidenza                                                         | Presidenza            | Presidenza | Presidenza |
| Segretariato                                                       | Titolare   | Titolare                                                           | Titolare              | Partito    |            |
| ------------------------------------------------------------------ | ---------- | ------------------------------------------------------------------ | --------------------- | ---------- | ---------- |
| Principale Ministro di Stato                                       |            | Nicolas de Neufville de Villeroy                                   |                       |            |            |
| Ministri di Stato                                                  |            |                                                                    |                       |            |            |
| Segretariato                                                       | Titolare   | Titolare                                                           | Titolare              | Partito    |            |
| Ministro di Stato per le province interne                          |            | Antoine de Loménie                                                 |                       |            |            |
| Ministro di Stato per le province di confine                       |            | Martin Ruzé de Beaulieu e Nicolas Brûlart de Sillery               | solo Sillery dal 1613 |            |            |
| Ministro di Stato per le colonie                                   |            | Martin Ruzé de Beaulieu                                            | fino al 1613          |            |            |
| Ministro di Stato per le colonie                                   |            | Antoine de Loménie                                                 | dal 1613              |            |            |
| Ministri                                                           |            |                                                                    |                       |            |            |
| Segretariato                                                       | Titolare   | Titolare                                                           | Titolare              | Partito    |            |
| Cancelliere Guardasigilli                                          |            | Nicolas Brûlart de Sillery                                         |                       |            |            |
| Segretario di stato per gli affari esteri                          |            | Nicolas de Neufville de Villeroy                                   |                       |            |            |
| Segretario di stato per la guerra                                  |            | Martin Ruzé de Beaulieu e Nicolas Brûlart de Sillery               | solo Sillery dal 1613 |            |            |
| Segretario di stato per la marina                                  |            | Martin Ruzé de Beaulieu                                            | fino al 1613          |            |            |
| Segretario di stato per la marina                                  |            | Antoine de Loménie                                                 | dal 1613              |            |            |
| Sovrintendente alle finanze Presidente del Consiglio delle Finanze |            | Guillaume de L'Aubespine, Pierre Jeannin e Jacques-Auguste de Thou |                       |            |            |
| Ministri senza portafoglio                                         |            |                                                                    |                       |            |            |
| Segretariato                                                       | Titolare   | Titolare                                                           | Titolare              | Partito    |            |
| Segretario di stato della Maison du Roi                            |            | Antoine de Loménie                                                 |                       |            |            |
| Segretario di stato per gli affari della Religione Riformata       |            | Paul Phélypeaux de Pontchartrain                                   |                       |            |            |